# Aphodius hamatus
Aphodius hamatus là một loài bọ cánh cứng trong họ Scarabaeidae. Loài này được Say miêu tả khoa học năm 1824.